# Corrado Bafile
Corrado Bafile (L'Aquila, 4 de julho de 1903 - Roma, 3 de fevereiro de 2005) foi um cardeal italiano da Igreja Católica Romana que serviu como prefeito da Congregação para as Causas dos Santos de 1975 a 1980, e foi elevado ao cardeal em 1976. Na época da sua morte, ele era o membro mais antigo do Colégio dos Cardeais .

## Início da vida
O mais novo dos doze filhos, Bafile nasceu em L'Aquila , Abruzzo, para o médico Vincenzo Bafile e sua esposa Maddalena Tedeschini D'Annibale. Seu irmão era um herói militar que morreu na Primeira Guerra Mundial, e foi postumamente premiado com a Medalha de Ouro do Valor Militar . Frequentou o liceo classico em L'Aquila antes de estudar química na Universidade de Munique, na Alemanha. Após a morte de seu pai, Bafile ingressou na Universidade Sapienza, em Roma, de onde obteve o doutorado em direito em 1926. Uma vez que ele passou no exame para um procurador legal , ele foi registrado naTribunal de Apelações de L'Aquila em junho de 1927.

## Sacerdócio
Mais tarde, Bafile decidiu seguir a ordem sagrada em 1932 e depois estudou filosofia na Pontifícia Universidade Gregoriana por um ano antes de frequentar o Pontifício Seminário Romano e a Pontifícia Universidade Lateranense, obtendo o doutorado em direito canônico . Foi ordenado ao sacerdócio em 11 de abril de 1936 e depois continuou seus estudos na Pontifícia Academia Eclesiástica até 1939.
Bafile era adido do Secretariado de Estado da Santa Sé e fez trabalho pastoral em Roma de 1939 a 1960. Durante esse período, ele também serviu como capelão da comunidade de Abruzzo em Roma e da Legião de Maria . Ele foi elevado ao posto de Prelado Nacional de Sua Santidade em 24 de junho de 1954.

## Carreira episcopal
Em 13 de fevereiro de 1960, Bafile foi nomeado núncio apostólico na Alemanha e arcebispo titular de Antioquia na Pisídia, em 13 de fevereiro de 1960, pelo Papa João XXIII. Ele recebeu sua consagração episcopal no dia 19 de março do próprio Papa João XXIII, com o arcebispo Diego Venini e o bispo Petrus Canisius Van Lierde, OSA, servindo como co-consagradores, na Capela Sistina. Ele freqüentou o Concílio Vaticano II de 1962 a 1965, e mais tarde foi nomeado Pro-Prefeito da Congregação para as Causas dos Santos em 18 de julho de 1975.
O Papa Paulo VI criou-o cardeal-diácono de S. Maria em Portico no consistório de 24 de maio de 1976. Tendo sido elevado ao Colégio dos Cardeais , Bafile tornou-se prefeito completo de sua congregação da Cúria . Ele foi um dos cardeais eleitores que participaram dos conclaves de agosto e outubro de 1978 , que selecionaram os papas João Paulo I e João Paulo II, respectivamente. Bafile retirou-se da prefeitura em 27 de junho de 1980, e perdeu o direito de participar em qualquer conclave futuro ao atingir os 80 anos de idade em 4 de julho de 1983.
Ele morreu de complicações com gripe na Clínica Pio XI, em Roma, aos 101 anos. O Cardeal Ratzinger presidiu a missa fúnebre antes de ser enterrado no túmulo de sua família em L'Aquila, sua terra natal. Seus restos mortais foram posteriormente transferidos para a igreja onde ele foi batizado .